# József Haller
József Haller (n. 24 ianuarie 1935, Satu Mare, România – d. 2 martie 2017, Târgu Mureș, România) a fost un grafician, sculptor, pictor și scenograf din România.
A fost elev al Liceului de Artă din Cluj în perioada 1949-1953, apoi a absolvit în 1959 Institutul de Arte Plastice Ion Andreescu din Cluj la secția de sculptură. Profesori i-au fost Ion Irimescu, Artúr Vetro și András Kós. Este membru al Uniunii Artiștilor Plastici din România, al Asociației Națioanale a Artiștilor Maghiari și al Breslei Barabás Miklós din Cluj.
Din 1959 până la pensionare, timp de 40 de ani, a fost pictor scenograf la Teatrul de Tineret și de Păpuși Ariel, unde a conceput decorurile, costumele și păpușile a peste 120 de piese.

## Expoziții personale
A susținut mai multe expoziții personale în România și în străinătate:
- Tîrgu Mureș - 1970, 1975, 1977, 1978, 1990, 1995, 2002, 2003, 2004, 2006, 2008, 2010, 2011, 2013, 2015
- Satu Mare - 1975 și 1981
- Siegen - 1979
- Cluj-Napoca - 1981
- Miercurea Ciuc - 2003
- Budapesta - 2005.

## Expoziții colective în străinătate
- Barcelona: Juan Miro – Expoziția națională de grafică (1975)
- Mannheim - Artă contemporană din România (1979)
- Maastricht - Grafică din România (1982)
- Cracovia - Bienala internațională de grafică (1985)
- Budapesta – Expoziția artiștilor plastici maghiari din România (1990, 1992, 1993, 1995)
- Washington – Expoziția artiștilor plastici maghiari din Transilvania (1990)
- Stockholm — Expoziție de pictură (1994, 1996)
- Frankfurt — „Kaddisch”(1995)
- Debrecen, Szarvas, Nyíregyháza — 12 artiști din Transilvania (1993)
- Keszthely (1993), Dombóvár (1992)
- Kecskemét — Arta plastică contemporană din Tg-Mureș (2000)
- Muzeul ERNST din Budapesta – Timp de înjumătățire, Expoziția artiștilor plastici maghiari din România 1965-1975 (2002), Roma, Paris, Berlin, Stockholm, Moscva, București, Budapesta
- Urme milenare - 10 graficieni din România (2005).

Tabere de creație
- Iserlohn (1984, 1989, 1995, 1996, 1997, 1998, 2002, 2003), Lăzarea (1988)
- Cătălina (1992)
- Marcali (1992)
- Zalaegerszeg (1993)
- Tabăra de creație Bolyai din Tîrgu-Mureș (2009).

## Ilustrații
A publicat un volum de ilustrații cu titlul Arany alapra arannyal, pe lângă care a mai ilustrat volumele unor poeți maghiari din România cum ar fi Sándor Kányádi, András Ferenc Kovács, Béla Markó. A publicat frecvent ilustrații pe paginile revistei literare Igaz Szó.

## Distincții
În calitate de pictor scenograf, pe lângă multele distincții, a primit Premiul special pentru întreaga activitate în arta animației, în 2004.
- Ordinul „23 August”, medalia de a XX-a aniversare (1964)
- A Magyar Köztársasági Érdemrend kiskeresztje (1995)
- Diplomă de Onoare a Ministerului Culturii din România (1995)
- Ordinul Meritul Cultural „Cavaler” al Ministerului Culturii din România (2004)[3].

## Aprecieri
„Mereu solidar cu destinul unei umanități asupra căreia s-a abătut adesea vântul agresiunii, s-a văzut nevoit să caute formulări metaforice sau să plaseze acțiunea în planul mitologicului („Minotaur”, „Moartea centaurului” etc.) pentru a conferi universalitate mesajului.”—Negoiță Lăptoiu, citat în Cebuc A, Florea V., Lăptoiu. N: Enciclopedia Artiștilor Români Contemporani.
.
„Haller József a realizat numeroase spectacole într-un stil modern, auster, de o mare frumusețe plastică și plin de inteligență, inventivitate și umor”—Cristian Pepino (coord.): Dicționarul teatrului de animație, păpuși și marionete din România
.